# Power of the Paradise
『Power of the Paradise』（パワー オブ ザ パラダイス）は、日本の男性アイドルグループ・嵐の通算50枚目となるシングル。2016年9月14日にジェイ・ストームから発売された。

## 背景・リリース
前作『I seek/Daylight』から約4か月での発売となる2016年3作目のシングル。本作は初回限定盤と通常盤の2種類あり、初回限定盤には「Power of the Paradise」のミュージック・ビデオとメイキング映像を収録したDVDが付属となり、通常盤にはカップリング曲「花」が収録されている。また、初回限定盤と通常盤のCDジャケットは異なっている。

## チャート成績
本作は2016年9月13日付のオリコンデイリーランキングで、22.6万枚を売り上げてデイリー1位を記録した。
また、同年9月26日付のオリコンウィークリーランキングで初週42.2万枚を売り上げ、初登場1位を獲得した。シングル首位獲得は39作連続・通算46作目となり、首位獲得作品数・連続作品数はB'z（通算・連続48作）に次ぐ歴代2位を記録した。
本作で、デビューから50作連続TOP10入りを果たした。

## 収録曲
- タイトルやタイアップなどは、公式サイト - ウェイバックマシン（2018年7月10日アーカイブ分） に従う。

### CD
※「花」以降、通常盤のみ収録。
1. Power of the Paradise
作詞：paddy
作曲：nobby
編曲：ha-j
  - 日本テレビ系『リオデジャネイロオリンピック 2016』テーマソング

楽曲はアーバンな楽曲群と一線を画す爽快で壮大なサウンドになっている[12]。
ミュージックビデオは、当時未開通だった豊洲大橋で撮影が行われた。
  - 日本テレビ系『世界の果てまでイッテQ!』内コーナー「ロッチ中岡のQTube」テーマソング
2. 花
作詞：小川貴史
作曲：Justin Reinstein, wonder note
編曲：佐々木博史
『ARASHI FANCLUB SPECIAL CONTENTS「嵐ジオ」』#13でファンにサプライズとして歌唱された。
3. Power of the Paradise（オリジナル・カラオケ）
4. 花（オリジナル・カラオケ）
曲終了後にシークレットトークが始まる。

### DVD
※初回限定盤のみ
1. 「Power of the Paradise」ビデオ・クリップ+メイキング映像

## 収録アルバム
- 「untitled」（#1）
- 5×20 All the BEST!! 1999-2019（#1）
- ウラ嵐BEST 2016-2020（通常盤#2）

## 映像作品
Power of the Paradise
- ARASHI LIVE TOUR 2016-2017 Are You Happy?